# Cărătnău de Sus
Cărătnău de Sus – wieś w Rumunii, w okręgu Buzău, w gminie Sărulești. W 2011 roku liczyła 50 mieszkańców.